# آبکوه علی‌آباد
آبکوه علی‌آباد نام منطقه‌ای مسکونی از توابع بخش مرکزی شهرستان کاشمر در استان خراسان رضوی است و براساس سرشماری سال ۱۳۸۵ جمعیت آن ۱۶ نفر (۵ خانوار) بوده است. همچنین برپایهٔ سرشماری سال ۱۳۹۵ جمعیت آن زیر سه خانوار اعلام شد.